# Hồ Ứng Lân
Hồ Ứng Lân (chữ Hán: 胡應麟, 1551 – 1602) tên tự là Nguyên Thụy, hoặc Minh Thụy, hiệu là Thiếu Thất sơn nhân, lại có hiệu khác nữa là Thạch Dương sinh, người Lan Khê, Chiết Giang, nhà văn và nhà tư tưởng thời Minh.

## Tiểu sử
Cha là Hồ Hy, từng giữ chức Vân Nam thiêm sự. Lúc nhỏ Ứng Lân giỏi đọc sách làm thơ, ngày Bính Tử năm Vạn Lịch thứ 4 (1576) hai mươi sáu tuổi đi thi đậu cử nhân. Năm Vạn Lịch thứ 11 (1583), năm thứ 14 (1586), năm thứ 23 (1595) tham gia hội thí nhưng không đỗ. Năm Vạn Lịch thứ 16 (1588), ông khởi hành lên kinh ứng thí, tuy thi đỗ nhưng mắc bệnh đành phải quay về nhà chữa trị. Năm Vạn Lịch thứ 27 (1599), sau cùng tham gia hội thí lần thứ nhất nhưng vẫn rớt. Mãi tới năm ba mươi tám tuổi mới quyết chí từ bỏ con đường khoa cử về ở ẩn vui thú điền viên, viết được mười tám bộ sách, cùng bộ sưu tập sách hơn bốn vạn quyển. Khởi sự từ năm mười lăm tuổi cho đến năm năm mươi hai tuổi mới qua đời. Ngoài việc dành một phần thời gian chăm sóc cho những người thân yêu và làm những chuyện nhỏ nhặt, còn lại ông đều tập trung vào việc sáng tác. Tính ông rất thích kết giao với hiền sĩ hào kiệt trong thiên hạ, Đại tư không Chu Hành lúc vượt sông Lan Giang muốn gặp mặt ông một lần, phải đậu thuyền chờ tới ba ngày liền, Chu Hành từng khen ông là "thiên hạ kỳ tài". Phạm vi học vấn của ông rất rộng từ Kinh, Sử, Tử, Tập cho đến Nho giáo, Phật giáo, Đạo giáo, cùng với số lượng tác phẩm và bộ sưu tập sách đồ sộ lưu truyền hậu thế.
Nghiên cứu của Hồ Ứng Lân về tiểu thuyết cũng có quan điểm riêng của mình, ông rút ra được từ trong "Cấp trủng tỏa ngữ là ông tổ của truyện kỳ quái xưa nay", "Sơn hải kinh, tác phẩm mở đầu loại truyện kể ma quái", "Yên Đan tử ba quyển, khi nó là ông tổ của tạp truyện tiểu thuyết xưa nay", "Phi Yến, ông tổ của truyền kỳ vậy; Động minh, nguồn gốc của tạp trở"; "Sưu thần, kẻ tiên phong của loại truyện huyền quái; Bác vật, Đỗ dương đều là ông tổ vậy", và trong số các tác phẩm của Lỗ Tấn vẫn thường trích dẫn lời nói của ông.

## Tác phẩm
Cuốn sách Tứ bộ chính ngụy của Hồ Ứng Lân dựa trên Chư tử biện của Tống Liêm, mở rộng việc xem xét những cuốn sách cổ đại quan trọng và phân tích sự giả mạo từ những cuốn sách cổ này. Công việc nhận dạng làm giả sách cổ nảy sinh ra sớm nhất bắt đầu từ Lưu Tri Kỷ, Liễu Tông Nguyên, do Hồ Ứng Lân cùng với Diêu Tế Hằng nối tiếp làm theo. Những tác phẩm khác của ông gồm có Thi tẩu, Hoa Dương bác nghị, Cửu Lưu tự luận, Kinh tịch hội thông, Sử thư chiêm tất, Trang Nhạc uy đàm, Đường Đồng tính danh lục, Nhị Dậu sơn phòng ca, Thiếu Thất sơn phòng bút tùng.